# 혈도 (완도군)
혈도(血島)는 전라남도 완도군 신지면에 있는 섬이다. 특정도서로 지정하여 관리되고 있다.

## 특정도서
혈도는 해식동이 발달하고, 천연교(橋)가 형성되어 있으며, 경관이 수려하고, 후박나무 등 상록활엽수림 발달하여 독도 등 도서지역의 생태계보전에 관한 특별법에 의거 특정도서로 지정되었다.
- 지정번호 : 제56호
- 면적 : 54,455m2
- 지번 : 전라남도 완도군 신지면 동고리 산7-4